# Jeffrey Ashby
Jeffrey Ashby (ur. 16 czerwca 1954 w Dallas, Teksas) – były amerykański oficer marynarki wojennej, pilot oraz tester samolotów w Marynarce Wojennej Stanów Zjednoczonych, były astronauta NASA. Po przejściu w stan w spoczynku pracownik w Blue Origin jako szef zapewnienia misji.

## Życiorys

### Edukacja
Ukończył Evergreen High School w Evergreen w stanie Kolorado w 1972 roku; uzyskał tytuł licencjata z inżynierii mechanicznej na University of Idaho w 1976 roku, a także tytuł magistra z systemów lotniczych na University of Tennessee w 1993 roku. Ashby jest absolwentem Naval Test Pilot School i Naval Fighter Weapons School (Top Gun).

### Kariera
Podczas swojej 25-letniej kariery w marynarce wojennej Ashby wylatał ponad 7000 godzin i wykonał 1000 lądowań podczas 6 misji na lotniskowcach. Jako pilot doświadczalny kierował testami inteligentnej broni FA-18 Hornet, noktowizji i systemów walki elektronicznej. Ashby wykonał 65 misji bojowych w FA-18 podczas operacji Desert Storm i Southern Watch w Iraku oraz operacji Continue Hope w Somalii, zanim objął stanowisko dowódcy eskadry myśliwców szturmowych 94 na pokładzie USS Abraham Lincoln - pod jego dowództwem VFA-94 zdobyła pożądaną nagrodę Battle "E" Award, która w 1994 roku uhonorowała ją jako najlepszą eskadrę FA-18 w marynarce wojennej. W 1995 roku zgłosił się do Johnson Space Center, aby pełnić obowiązki astronauty, wykonując trzy misje kosmiczne, z 436 okrążeniami Ziemi i ponad 660 godzinami w warunkach nieważkości. Po 4-letnim specjalnym przydziale do Kwatery Głównej Dowództwa Kosmicznego Sił Powietrznych w Colorado Springs, Ashby dołączył do Alliant Tech Systems (ATK) Space Systems Group w 2008 roku jako wiceprezes ds. rozwoju biznesu. W 2010 roku Ashby podjął pracę jako szef zapewnienia misji dla Blue Origin, firmy, która dąży do bezpiecznego i niedrogiego lotu w kosmos, aby miliony ludzi mogły pewnego dnia żyć i pracować w kosmosie.

### Loty kosmiczne

#### STS-93
W 1999 roku Ashby był pilotem promu kosmicznego Columbia podczas misji, w której rozmieszczono Obserwatorium Rentgenowskie Chandra. Mierzący 45 stóp długości Chandra był największym ładunkiem kiedykolwiek przewożonym przez wahadłowiec kosmiczny. Pozostaje najbardziej wyrafinowanym obserwatorium rentgenowskim kiedykolwiek zbudowanym, pozwalając naukowcom badać egzotyczne zjawiska, takie jak eksplodujące gwiazdy, kwazary i czarne dziury.

#### STS-100
W 2001 roku pilotował wahadłowiec kosmiczny Endeavour podczas szóstego lotu montażowego Międzynarodowej Stacji Kosmicznej. Podczas tej złożonej misji Ashby obsługiwał ramię robota wahadłowca, aby zainstalować i aktywować Canadarm2 na stacji kosmicznej, umożliwiając kontynuację montażu orbitującego posterunku. Po odłączeniu Endeavour wykonał unikalny profil wokół stacji, aby uchwycić niektóre z obrazów widzianych w filmie IMAX-3D "Międzynarodowa Stacja Kosmiczna".

#### STS-112
W 2002 roku Ashby był dowódcą misji promu kosmicznego Atlantis podczas dziewiątego lotu montażowego Międzynarodowej Stacji Kosmicznej. Załoga zainstalowała 15-tonowy Zintegrowany Segment Kratownicowy S1 po prawej stronie stacji kosmicznej. Wykonano trzy spacery kosmiczne w celu aktywacji kratownicy, która jest istotnym segmentem kręgosłupa paneli słonecznych.
Stowarzyszenie Uczestników Lotów Kosmicznych (Association of Space Explorers) przyznało mu Universal Astronaut Insignia za lot orbitalny (nr 389).